# Warren Street (metrostation)
Warren Street is een station van de metro van Londen aan de Victoria Line en de Northern Line. Het station is geopend in 1907.
Het is het dichtstbijgelegen station bij University College Hospital. Het ligt tevens vlak bij het metrostation Euston Square aan de Circle Line, Hammersmith and City line en Metropolitan Line. In verband met de gewenste overstap mogelijkheden bij Euston rijden de treinen op de Northern Line hier, zoals gebruikelijk bij de Londense metro, links en die op de Victoria Line rechts. 

## Charing Cross, Euston & Hampstead Railway
Het station is onderdeel van het initiële deel van de Charing Cross, Euston & Hampstead Railway (CCE&HR) dat op 22 juni 1907 werd geopend. De bouw van het station, dat werd ontworpen door Leslie Green, de huisarchitect van de beheersmaatschappij van CCE&HR, begon in 1902. Bovengronds werd een stationsgebouw opgetrokken naar het standaardontwerp van Leslie Green met een bloedrode geglazuurde gevel met bogen met ramen op de eerste verdieping. Ondergronds werden de tunnels betegeld in een uniek tegelpatroon per station. De stationsnaam werd in het tegelwerk opgenomen en door de unieke patronen zorgde Green ervoor dat ook laaggeletterden de stations konden onderscheiden. Op 22 juni 1907 opende de voorzitter van de Board of Trade, David Lloyd George, het station onder de naam Euston Road. De naam werd op 7 juni 1908 veranderd in Warren Street hoewel de oorspronkelijke stationsnaam in het tegelwerk voortbestaat.   

## Roltrappen
Zoals voor de Eerste Wereldoorlog gebruikelijk kreeg ook Warren Street reizigersliften tussen de stationshal en een tussenverdieping op niveau -3 pal boven de perrons. Deze was zelf met vaste trappen verbonden met de perrons  op niveau -4. In 1929 stond de verlenging van de Picadilly Line op stapel en om de doorstroming op de stations te verbeteren werden roltrappen geïntroduceerd. Dit gold eveneens voor andere lijnen en ook Warren Street kwam aan de beurt. Charles Holden ontwierp het nieuwe station met roltrappen wat bovengronds betekende dat het station herbouwd werd in de stijl van Holden met portlandsteen, wat hij tussen 1922 en 1926 al toepaste bij de zuidelijke verlenging van de C&SLR. De roltrappen werden zigzag gebouwd zodat, in tegenstelling tot de Piccadilly Line, de bovengrondse toegang niet werd verplaatst. Het nieuwe gebouw en de roltrappen kwamen in september 1933 in gebruik. In 1937 kregen de CCE&HR en de C&SLR de gemeenschappelijk naam Northern Line als verwijzing naar het Northern Heights project aan de noordrand van de stad dat door beide lijnen bediend zou worden.    

## Victoria Line
Vanaf 1962 werd gebouwd aan de Victoria Line die ook perrons zou krijgen bij Warren Street. In de aanloop van de opening van de Victoria Line werden in juli 1968 tourniquets geplaatst bij de toegang. De roltrapgroep voor de nieuwe lijn werd aan de bovenkant op niveau -2 aangesloten op het omkeerpunt uit 1933 en komt beneden uit tussen de perrons op niveau -3. De perrons werden afgewerkt met tegelwerk en, net als bij de andere stations van de Victoria Line, werd boven de bankjes langs het perron een tegelmotief gebruikt dat verwijst naar de naam van het station. In dit geval een garenne (en: Warren), het ondergrondse doolhof van gangen dat konijnen als onderkomen gebruiken. 
Op 1 december 1968 werd Warren Street het zuidelijke eindpunt van de Victoria Line, de metro's konden hier dankzij overloopwissels ten noorden van de perrons omkeren. In verband met de perronindeling bij Euston rijden de metro's op de Victoria Line bij Warren street rechts. De automatische toegangscontrole op de Victoria Line betekende dat het sinds 1 maart 1969 niet meer mogelijk is om tussen Warren Street en Euston Square over te stappen zonder opnieuw het instaptarief te betalen. Op 7 maart 1969 werd de lijn doorgetrokken aan de zuidkant naar Victoria. Ten zuiden van de perrons loopt de buis voor de zuidelijke richting onder de andere door zodat bij Oxford Circus weer links gereden wordt. 

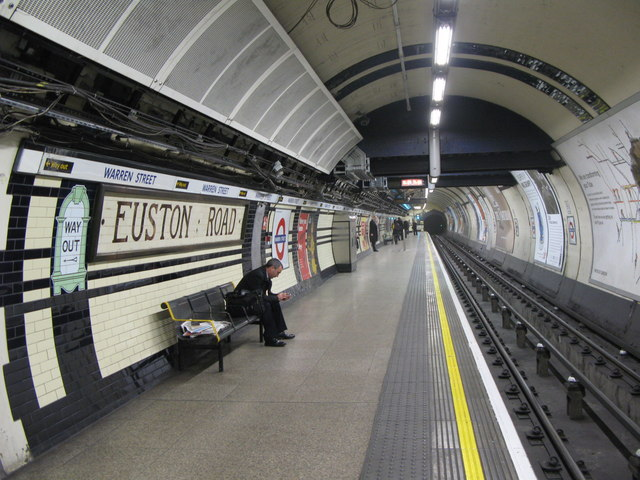
Een perron van de Northern Line
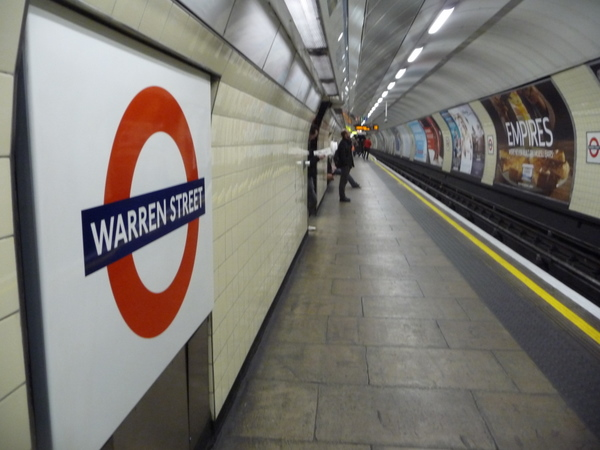
Een perron van de Victoria Line
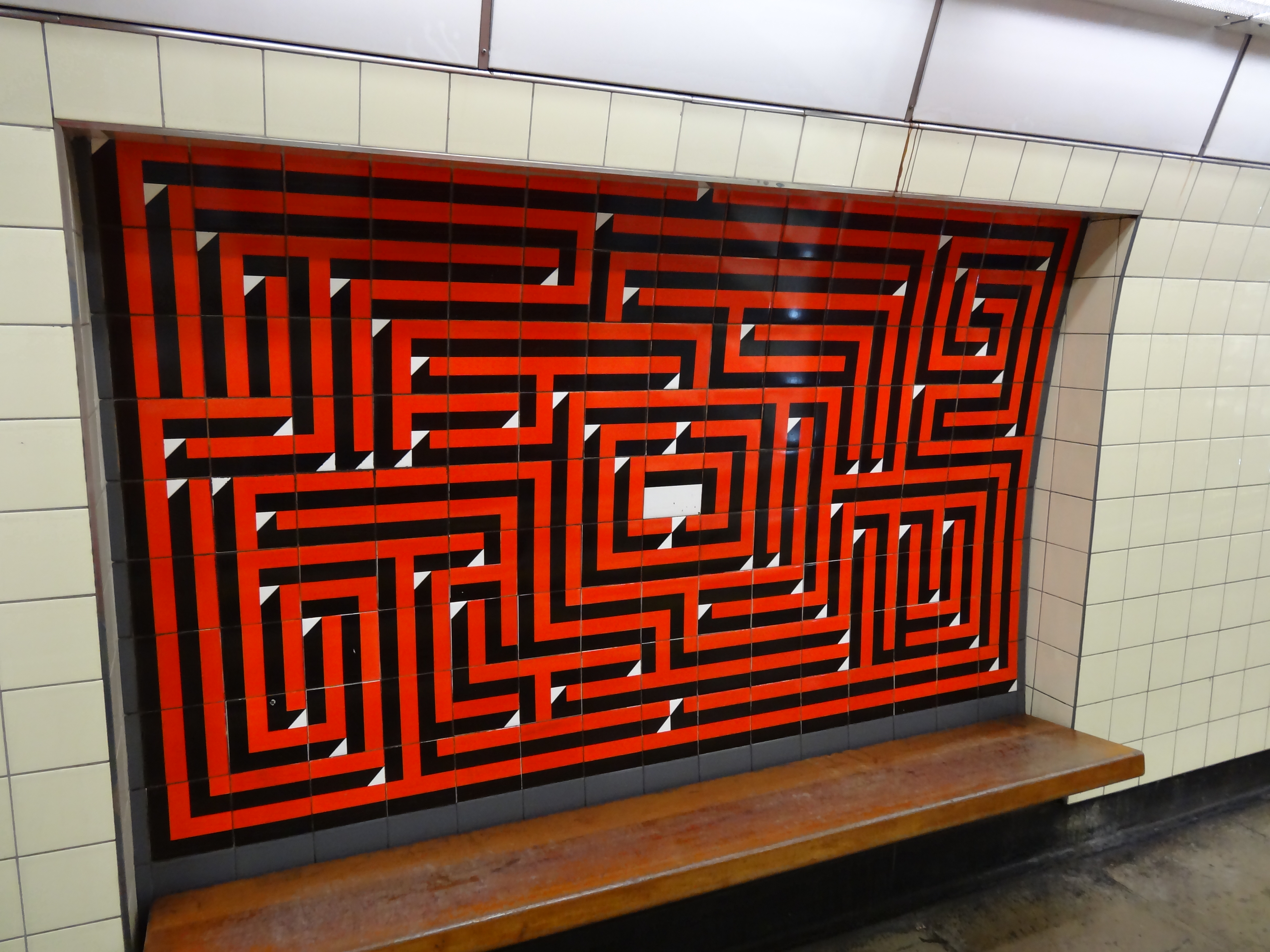
Het doolhof langs de Victoria Line

Het perron van de Northern Line voor de noordelijke richting werd gebruikt voor filmopnames voor de horrorfilm Death Line uit 1972, waarin een groep kannibalen ondergronds leeft.
Op 23 november 1984 brak er brand uit in een opslagruimte bij Oxford Circus die waarschijnlijk veroorzaakt was door een weggegooide sigaret. De schade was aanzienlijk en Warren Street werd weer het eindpunt van de Victoria Line, de normale dienst begon weer op 17 december 1984. De brand  leidde tot een rookverbod voor alle ondergrondse delen van de metro, inclusief metrostellen, perrons en stations.
Op 27 april 2012 was station Warren Street het eerste metrostation in Londen met wifi.
Walthamstow Central ·
Blackhorse Road ·
Tottenham Hale ·
Seven Sisters ·
Finsbury Park ·
Highbury & Islington ·
King's Cross St. Pancras ·
Euston ·
Warren Street ·
Oxford Circus ·
Green Park ·
Victoria ·
Pimlico ·
Vauxhall ·
Stockwell ·
Brixton